# Derrick Williams
Derrick LeRon Williams (La Mirada, 25 de maio de 1991), é um jogador de basquetebol profissional norte-americano que atualmente está jogando no Valencia Basket Club da Liga ACB e a Euroliga.
Ele jogou basquete universitário na Universidade do Arizona e foi selecionado pelo Minnesota Timberwolves como a segunda escolha geral no Draft da NBA de 2011. Além dos Timberwolves, Williams jogou pelo Sacramento Kings, New York Knicks, Miami Heat, Cleveland Cavaliers e Los Angeles Lakers da NBA, pelo Tianjin Gold Lions da Chinese Basketball Association e pelo Bayern München da Liga Alemã.

## Primeiros anos
Williams nasceu em Bellflower, Califórnia e se formou na La Mirada High School. Williams originalmente se comprometeu com a Universidade do Sul da Califórnia, mas foi recrutado pelo treinador, Sean Miller, para a Universidade do Arizona.

## Carreira na faculdade

### Primeiro ano
Como calouro, Williams obteve uma média de 15,7 pontos e 7.1 rebotes em 28.2 minutos e foi nomeado Novato do Ano da Pac-10.

### Segundo ano

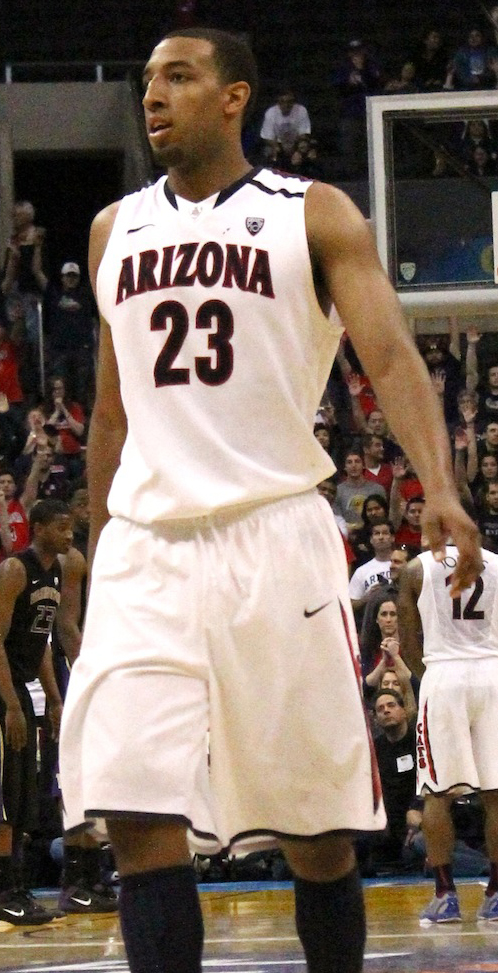
Williams em Arizona em 2011

Williams ganhou destaque nacional em seu segundo ano. Ele teve média de 19,5 pontos e 8,3 rebotes em 30.0 minutos. Durante a temporada de 2011, Williams ajudou a levar o Arizona Wildcats ao título da PAC-10 da temporada regular, sendo nomeado Jogador do Ano.
Williams também contribuiu para na campanha dos Wildcats no Torneio da NCAA. Ele fez uma jogada de 3 pontos contra Texas, que levou os Wildcats para o Sweet 16. Williams registrou 32 pontos e 13 rebotes, para liderar Arizona em uma vitória sobre Dukepor uma margem de 16 pontos para avançar para o Elite Eight, onde perdeu por 65-63 para o futuro campeão do Torneio da NCAA, Connecticut.
No final da temporada, ele foi considerado uma das principais escolhas para o próximo Draft da NBA.

## Carreira profissional

### Minnesota Timberwolves (2011-2013)
Williams foi selecionado pelo Minnesota Timberwolves como a segunda escolha geral no Draft da NBA de 2011.
Durante a greve da NBA em 2011, ele passou o verão na Universidade do Arizona, tendo aulas para terminar seu curso.
Logo após o draft, a Under Armour assinou um acordo de patrocínio com Williams.
Em 2 temporadas e meia no Minnesota, ele fez 155 jogos e teve médias de 10.1 pontos e 4.9 rebotes.

### Sacramento Kings (2013–2015)
Em 26 de novembro de 2013, Williams foi negociado com o Sacramento Kings em troca de Luc Mbah a Moute.
Ele estreou em 29 de novembro de 2013, terminando com 12 pontos, seis rebotes e quatro assistências na derrota por 104-96 para o Los Angeles Clippers. Em 9 de dezembro de 2013, Williams marcou 31 pontos em uma vitória sobre o Dallas Mavericks.
Em 1 temporadas e meia no Sacramento, ele fez 141 jogos e teve médias de 8.4 pontos e 3.5 rebotes.

### New York Knicks (2015–2016)
Em 9 de julho de 2015, Williams assinou contrato com o New York Knicks.
Ele estreou nos Knicks na estréia da temporada contra o Milwaukee Bucks em 28 de outubro, marcando 24 pontos em uma vitória de 122-97. Em 12 de janeiro de 2016, ele teve seu primeiro duplo-duplo da temporada com 15 pontos e 10 rebotes em uma vitória de 120-111 sobre o Boston Celtics. No dia seguinte, ele marcou 31 pontos em uma derrota para o 110-104 para o Brooklyn Nets.
Em sua única temporada no New York, ele fez 80 jogos e teve médias de 9.3 pontos e 3.7 rebotes em 17.9 minutos.

### Miami Heat (2016-2017)
Em 10 de julho de 2016, Williams assinou com o Miami Heat. Em 6 de fevereiro de 2017, ele foi dispensado pelo Heat depois de jogar em 25 jogos e ter médias de 5.9 pontos e 2.9 rebotes em 15.1 minutos.

### Cleveland Cavaliers (2017)
Em 9 de fevereiro de 2017, Williams assinou um contrato de 10 dias com o Cleveland Cavaliers. Naquela noite, Williams jogou 22 minutos e marcou 12 pontos em sua estréia na derrota por 118-109 para o Oklahoma City Thunder.
Ele assinou um segundo contrato de 10 dias em 22 de fevereiro e, em seguida, um contrato para o resto da temporada em 4 de março. Os Cavaliers chegou à Final da NBA de 2017, onde foi derrotado em cinco jogos pelo Golden State Warriors.

### Tianjin Gold Lions (2017–2018)
Em 28 de dezembro de 2017, Williams assinou com o Tianjin Gold Lions da Chinese Basketball Association.
Em 15 jogos pelo Tianjin entre o início de janeiro e o início de fevereiro, Williams obteve uma média de 20,0 pontos, 6,6 rebotes, 1,4 assistências e 1,7 roubadas de bola por jogo.

### Los Angeles Lakers (2018)
Em 9 de março de 2018, Williams assinou um contrato de 10 dias com o Los Angeles Lakers. Depois que o contrato expirou, os Lakers decidiu não renovar.

### Bayern de Munique (2018-2019)
Em 3 de outubro de 2018, Williams assinou com o Bayern de Munique da Basketball Bundesliga (BBL) e da EuroLiga para a temporada de 2018-19.
Na EuroLiga, Williams obteve uma média de 13,4 pontos e 4,2 rebotes em 29 jogos. Na BBL, Williams venceu o título com o Bayern depois de derrotar o Alba Berlin nas finais.

### Fenerbahçe (2019 – Presente)
Em 18 de julho de 2019, o Fenerbahçe anunciou que Williams havia assinado um contrato de um ano com o clube turco.

## Estatísticas na NBA

### NBA

#### Temporada Regular
| Ano      | Time        | PJ  | MPJ  | AP   | 3P   | LL   | RT  | AS | BR | TO | PPJ  |
| -------- | ----------- | --- | ---- | ---- | ---- | ---- | --- | -- | -- | -- | ---- |
| 2011–12  | Minnesota   | 66  | 21.5 | .412 | .268 | .697 | 4.7 | .6 | .5 | .5 | 8.8  |
| 2012–13  | Minnesota   | 78  | 24.6 | .430 | .332 | .706 | 5.5 | .6 | .6 | .5 | 12.0 |
| 2013–14  | Minnesota   | 11  | 14.7 | .352 | .133 | .875 | 2.4 | .1 | .4 | .4 | 4.9  |
| 2013–14  | Sacramento  | 67  | 24.7 | .437 | .286 | .708 | 4.4 | .8 | .7 | .2 | 8.5  |
| 2014–15  | Sacramento  | 74  | 19.8 | .447 | .314 | .684 | 2.7 | .7 | .5 | .1 | 8.3  |
| 2015–16  | New York    | 80  | 17.9 | .450 | .293 | .758 | 3.7 | .9 | .4 | .1 | 9.3  |
| 2016–17  | Miami       | 25  | 15.1 | .394 | .200 | .620 | 2.9 | .6 | .4 | .2 | 5.9  |
| 2016–17  | Cleveland   | 25  | 17.1 | .505 | .404 | .692 | 2.3 | .6 | .2 | .1 | 6.2  |
| 2017–18  | L.A. Lakers | 2   | 4.5  | .250 | .000 | .000 | .5  | .0 | .0 | .0 | 1.0  |
| Carreira | Carreira    | 428 | 20.7 | .434 | .300 | .710 | 4.0 | .7 | .5 | .3 | 8.9  |

#### Playoffs
| Ano      | Time      | PJ | MPJ | AP   | 3P   | LL    | RT | AS | BR | TO | PPJ |
| -------- | --------- | -- | --- | ---- | ---- | ----- | -- | -- | -- | -- | --- |
| 2016–17  | Cleveland | 8  | 4.8 | .533 | .600 | 1.000 | .4 | .5 | .0 | .1 | 2.6 |
| Carreira | Carreira  | 8  | 4.8 | .533 | .600 | 1.000 | .4 | .5 | .0 | .1 | 2.6 |

### EuroLeague
| Ano     | Time          | PJ | MPJ  | AP   | 3P   | LL   | RT  | AS | BR | TO | PPJ  |
| ------- | ------------- | -- | ---- | ---- | ---- | ---- | --- | -- | -- | -- | ---- |
| 2018–19 | Bayern Munich | 29 | 26.0 | .460 | .333 | .784 | 4.2 | .6 | .6 | .5 | 13.4 |

Fonte: